# Joueurs de blues
Pistes de La Nouvelle Vie
Est-ce la paix qui passe dans l'espace ? La Terre et le Père
Joueurs de blues est une chanson de Michel Jonasz, qui est avec Super Nana, La Boîte de jazz et Unis vers l'uni l'une de ses chansons les plus connues.

## Citations
- Toulouse